# 連合規約
連合および永遠の連合規約（れんごうおよびえいえんのれんごうきやく、Articles of Confederation and Perpetual Union）、一般に連合規約（れんごうきやく、Articles of Confederation）は、アメリカ独立戦争において13植民地の相互友好同盟を定めた規約。連合の名称を「アメリカ合衆国(United States of America)」と定め、13邦を統括する連合会議の設置を定めた。アメリカ最初の連邦憲法とも呼ばれている。
この規約は16ヶ月に及ぶ討論の末、大陸会議において1777年11月15日に採択され、1781年3月1日にすべての邦の承認を得て発効した。この規約は連合会議に外交、軍事、邦間の関係等にわたる権限を認めていたが、13邦はそれぞれ絶対的な主権を持っていた。そのため内政は混乱状態を呈し、強力な中央政府樹立が求められた。その後1787年にアメリカ合衆国憲法が制定され、1790年5月29日に13邦すべてが合衆国憲法を批准したことにより連合規約の効力は消滅し、その役割を終えた。

## 規約の概要
連合規約の起草にあたった人々の多くは、後に合衆国憲法の起草にも関与した。だが連合規約と合衆国憲法との間には異なる点がいくつも存在していた。連合規約は、前文と13の条文、および署名の節によって構成された。13条文の概要は以下の通りである。
1. 連合の名称を「アメリカ合衆国」と定める。
2. 各邦が有する権利を明らかにする。
3. 邦間の友好と相互援助を定める。
4. 人民の邦間移動の自由と権利を定める。
5. 各邦が連合会議に派遣する代議員の規定を定める。
6. 各邦の軍備、外交に関する制限を定める。
7. 各邦の陸軍将校の任命について定める。
8. 合衆国の国庫について定める。
9. 連合会議が有する権限と義務について定める。
10. 合衆国委員会の権限について定める。
11. カナダの連合加入資格について定める。
12. 連合規約発効以前の大陸会議の債務について定める。
13. 各邦が連合規約を遵守することを宣言する。

## 批准までの経緯
ボストン茶会事件後、13植民地がイギリスからの独立を決意したとき、同時に植民地間の連帯を独立後も維持するために同盟関係の樹立が図られた。13植民地の結束によってイギリスへの抵抗運動を推進してきた愛国派の指導者たちは13邦の連帯が独立達成とその保持のための当然の前提として捉えており、そのため独立に際して連邦に関する基本法の制定が求められた。大陸会議は1776年7月4日のアメリカ独立宣言採択直後から、13邦の間に同盟を形成することを目指し、その起草委員会が組織された。連合規約の原案の起草はジョン・ディキンソンによって行われ、草案は1776年7月12日に大陸会議で報告された。この草案は一旦中断の後、翌1777年11月15日に大陸会議で採択された。同案は批准のために13邦へとまわされ、1778年2月5日にサウスカロライナが最初にこれを批准した。その後1781年3月1日にメリーランドがこれを批准したことですべての邦の承認を獲得し、連合規約は正式に発効された。
批准までに3年以上もの時間がかかったのは、主として西部領土の領有権が絡んでいたためであった。複数の邦がその領有権を主張し、土地投機業者の思惑がうごめいていた。またメリーランド、ニュージャージー、デラウェアなど西部に領土を持たない邦は特定の邦がこれを領有することに不満を示し、これら3邦は西部領土を連合全体に帰属させることを主張した。特にメリーランドは強硬にその意思を示したが、バージニア、ニューヨーク、コネチカットの各邦がオハイオ川以北の土地の領有権を移譲することを明言したことで、ようやく連合規約は成立した（ただしコネチカットについては300万エーカーの土地を引き続き保有した→「西部特別保留地」）。そして発効翌日の1781年3月2日、この規約に基づいて最初の連合会議が開催された。

## 権限
連合規約はアメリカ合衆国を独立・自由・主権を有する邦の恒久的同盟と規定し、宣戦と講和、外交使節の交換、条約の締結など対外関係に関する権限を連合会議に与えた。連合会議における議決は各邦1票とし、9票の多数をもって可決されることとした。大邦と小邦の間には、大陸会議発足当初から代表権について対立があったが、当初からとられてきた各邦1票の方式が採用された。
連合会議には国防、外交、鋳貨などの権限は認められていたが、課税権を持たず、対外通商および諸邦間の通商を規制する権限、常備軍を保持する権限もなかった。また各邦からの拠出金によって運営されていたために、連合規約の時期のアメリカ合衆国の財政基盤は脆弱なものであった。輸入税が独自の歳入源として挙げられたが、それを実現するための各州の賛成は得られなかった。外交的立場も弱いものであった。
この財政基盤の脆弱さは、1776年から1777年にかけての時期に、連合会議に課税権や通商規制権を与えることを主張した愛国派の指導者がいなかったためである。愛国派の指導者はそれぞれの植民地議会のみが人民に対する課税権を持ち、本国議会には課税する権限はないと主張してきた。そのため、たとえ彼ら自身が形成するものであっても大陸会議（連合会議）に課税権を認めることはできなかった。そして連邦に外交権を与えたとしても、通商について連邦から規制されることは好まなかった。
しかしながら大陸会議にある程度の課税権が必要であることは、1780年までには多くの大陸会議への代表によって認識されるようになった。1777年には連合規約の審議において邦の権限を守ることに必死だったノースカロライナのトーマス・バークは、3年後には大陸会議に輸入税徴収の権限を与えることを提案した。

## 意義
1777年に採択された連合規約は、前年に用意された草案よりも邦の権限をより強く規定し、連合会議の権限を制約していた。独立が宣言されるまで、各植民地の革命権力は行動の正当性の源泉をしばしば大陸会議の決議や勧告、助言に求めた。革命の推進機関としての大陸会議の権威は高かった。しかし諸邦がそれぞれ憲法を制定し人民に基礎を置く政府を構成してしまうと、自らの正統性を獲得するために大陸会議に依存する必要はなくなり、むしろ邦が大陸会議に正統性を与えると考えるようになった。そうした事情のために、大陸会議の権威は低下し、むしろ連合規約の審議にも影響を与えた。
だが連合規約によって成立した連合会議は、1785年と1787年に、将来の西部発展の基礎構築にあたって重要な意味を持つ2つの条例を定めることに成功した。1785年の公有地条例は、北西部領土（オハイオ川、五大湖、ミシシッピ川に囲まれた地域）の連邦所有地の測量、分配の方法を定めたものであった。これは測量した公有地を1辺6マイルの正方形の郡区と呼ばれる区画に区分けして、それを1辺1マイルの36区画に分け、1つの区画を公共有地として残し、残りの35区画を1単位として1エーカー1ドルで売却するというものであった。この方式は、後の合衆国憲法下の政府にも引き継がれた。また1787年の北西部条例は、北西部領土について暫定的な統治方法を定めたものであった。北西部条例では、北西部領土に将来的に3ないし5の準州を組織して、自由人口が6万人に達したときに旧来の邦と対等の資格で連邦に加入できることも定めた。この条例はまた、この地域での奴隷制度を禁止した。

## 連合規約の改正と合衆国憲法
1786年5月、サウスカロライナのチャールズ・ピンクニーは連合会議において連合規約の改訂を提案した。ピンクニーが推し進めようとした改訂は、国外および国内の通商に対して連合会議に支配力を与え、また連合会議が諸邦から資金を徴収する、というものであった。しかしながらこの提案は連合会議において合意が得られず、改訂には至らなかった。
連邦体制強化論者たちは、連合規約の改正をひとつひとつ諸邦に提議して同意を得るという方法に絶望し、特別の諸邦代表者会議を開催し、連邦体制の全面的変更を行うという方法を提起した。1786年9月、バージニア、メリーランド、および中部3邦の代表がメリーランドのアナポリスに集まり、通商問題の討議を行った（アナポリス会議）。だが通商問題は他の問題との関わりが深く、連邦体制全般の検討と分離できないという理由により、翌1787年5月にフィラデルフィアで全邦の代表者会議を開催して連邦体制の全面的検討を行うという提案を決議した。議長を務めたアレクサンダー・ハミルトンは1787年の連合会議でこれを提起し、同年2月21日に連合会議は「連合規約の改正のみを討議する」という条件付きで開催を承認した。
そして1787年5月25日から9月17日まで、ロードアイランドを除く12邦の代表が参加して、フィラデルフィア会議が開催された。議長にはジョージ・ワシントンが異議なく選出された。その後1787年9月17日に連合規約改定の最終案が採択され、連合会議に送られた。連合会議は9月28日にこれを受諾し、批准のため各邦に送られた。そして翌1788年6月21日、改定案は9邦の批准を獲得し、アメリカ合衆国憲法として発効に至った。その後1790年5月29日、13邦すべてが合衆国憲法を批准したことにより連合規約の効力は消滅し、その役割を終えた。

## 署名
アメリカ国立公文書館に存在する連合規約の複製の6ページ目には、諸邦代表者の署名が記されている。連合規約は1777年11月15日に採択され、批准のために各邦へ送付する複製が作られた。また連合会議で保存するための複製も作られた。だが各邦へ送付された複製には署名は記されておらず、連合会議議長ヘンリー・ローレンスおよび連合会議書記官チャールズ・トムソンの署名だけが記されていた。
実は当時の連合規約には一切の署名は無く、また日付も空白であった。連合会議は1778年6月27日に連合規約の見直しを行い、それに伴って署名を行う手続きが開始された。そして連合規約を採択した邦の代表者は、連合会議が作成した複製（現在、国立公文書館に保存されている複製）に対して署名を行うよう通知された。
1778年7月9日、署名を記入するための準備が整うと、既に批准を完了したニューハンプシャー、マサチューセッツ、ロードアイランド、コネチカット、ニューヨーク、ペンシルベニア、バージニア、およびサウスカロライナの8邦の代表団が署名を行った。ノースカロライナとジョージアの2邦も批准は完了していたが、代表団が不在であったため、その日に署名は行われなかった。ニュージャージー、デラウェア、およびメリーランドの3邦は未批准のため署名を行わなかった。
その後、到着が遅れていたノースカロライナの代表団のうちジョン・ペンだけが先行して到着したため、7月10日の日付で署名を行った。後続のノースカロライナ代表団は7月21日に署名を行った。ジョージアの代表団は7月24日に署名を行った。また何名かの代表は、最初に署名を行った代表団の後に続いて署名を付け加えた。8月8日にはニューハンプシャーのジョン・ウェントワースが署名を付け加えた。
最初の署名が行われた時点では未批准だった3邦については、まずニュージャージーが批准を完了し11月26日に署名を行った。続いてデラウェアも批准を完了し1779年2月12日に署名を行った。そして最後の署名となったのがメリーランドの代表団であり、署名の日付は1781年3月1日であった。
各邦の署名者は以下の通り。
ニューハンプシャー
ジョサイア・バートレット、ジョン・ウェントワース・ジュニア
マサチューセッツ湾
ジョン・ハンコック、サミュエル・アダムズ、エルブリッジ・ゲリー、フランシス・ダナ、ジェイムズ・ラヴェル、サミュエル・ホルテン
ロードアイランドおよびプロヴィデンス・プランテーション
ウィリアム・エラリー、ヘンリー・マーチャント、ジョン・コリンズ
コネチカット
ロジャー・シャーマン、サミュエル・ハンティントン、オリヴァー・ウォルコット、タイタス・ハズマー、アンドリュー・アダムス
ニューヨーク
ジェイムズ・デュアン、フランシス・ルイス、ウィリアム・デュア、ガバヌーア・モリス
ニュージャージー
ジョン・ウィザースプーン、ナサニエル・スカッダー
ペンシルベニア
ロバート・モリス、ダニエル・ロバルデュー、ジョナサン・バイアード・スミス、ウィリアム・クリンガン、ジョセフ・リード
デラウェア
トマス・マッキーン、ジョン・ディキンソン、ニコラス・ヴァン・ダイク
メリーランド
ジョン・ハンソン、ダニエル・キャロル
バージニア
リチャード・ヘンリー・リー、ジョン・バニスター、トマス・アダムス、ジョン・ハーヴィー、フランシス・ライトフット・リー
ノースカロライナ
ジョン・ペン、コーニーリアス・ハーネット、ジョン・ウィリアムズ
サウスカロライナ
ヘンリー・ローレンス、ウィリアム・ヘンリー・ドライトン、ジョン・マシューズ、リチャード・ハントン、トマス・ヘイワード・ジュニア
ジョージア
ジョン・ウォルトン、エドワード・テルフェア、エドワード・ラングワージー